# Csikay Imre
Csikay Imre (Kecskemét, 1820. november 8. – Kecskemét, 1895. október 3.) református lelkész és főesperes.

## Élete
Kecskemét végezte iskoláit és 1845-ben az első grammatikai, 1846-ban pedig mint senior a II. és III. osztályok tanításával bizatott meg. Innen 1846 őszén Bécsbe ment, ahol a protestáns teológiai intézetben a papi és az egyetemen a bölcseleti tudományokat hallgatta. 1847-ben Sárközy Kázmér gyermekei mellett nevelősködött és az ez évi országgyűlést Pozsonyban élte át. 1848 tavaszán a kecskeméti főiskolánál teológiai segédtanár lett. Amikor az ifjúság a haza zászlói alá sereglett, Polgár Mihály püspök mellett káplán és egyszersmind nemzetőr lett. A szabadságharc után ismét segédtanár volt. 1851-ben a nagykőrösi iskolához hívták tanárúl; 1856-ban pedig dunavecsei pap lett. Az 1859. évi császári pátens végett sok kellemetlenségnek volt kitéve az akkori császári hivatalnokok által. 1860. áprilisban a solti egyházmegye aljegyzője, 1863-ban főesperes lett. A dunamelléki egyházkerület pénztárnoka is volt.
A Fördős Lajos által az 1850-es években szerkesztett, különféle viszonyokra vonatkozó Papi Dolgozatokban és az 1870-es években a Kecskeméti Lelkészi Tárban több egyházi beszéde jelent meg. Egy cikkét közölte a Vasárnapi Ujság is 1856-ban.

## Munkája
- Vezérfonál a biblia ismeret és történethez Palestina földrajzával. A prot. algymnasium I. és II. oszt. számára. Kecskemét, 1855.